# Pierre De Bruyne
Pierre De Bruyne (1905 - data de morte desconhecida) foi um ciclista belga que participava em competições de ciclismo de pista. Competiu como representante de seu país nos Jogos Olímpicos de Verão de 1924 na corrida de velocidade.